# Kázím Abdulakim
Kázím Abdulakim (également translittéré en roumain comme : Kiazim Abdulachim, Kiazim Abdulakim ou Chiazim Abdulachim ) était un héros tatar de Crimée de l'armée roumaine qui a perdu la vie à l'été 1917 pendant la bataille de Mărășești pendant la Première Guerre mondiale′.  
Le sous-lieutenant Kázím Abdulakim était le frère de l'avocat Selim Abdulakim qui, entre les deux guerres, devint un homme politique de premier plan des Tatars de Crimée en Roumanie, maire adjoint de Constanța et membre du Parlement roumain. La sœur de Kázím, Șefika, également connue sous le nom de Sapiye, était l'épouse du poète tatar de Crimée bien-aimé Memet Niyaziy′.
En reconnaissance de son dévouement au devoir et de son sacrifice, l'Association culturelle et sportive du sous-lieutenant Kázím Abdulakim a été fondée en Dobroudja, et une rue du centre-ville de Constanța a été nommée en l'honneur de Kázím.